# Ricardo Rodríguez (trener)
Ricardo Rodríguez (ur. 3 kwietnia 1974 w Oviedo) – hiszpański trener piłkarski.

## Życiorys
Karierę trenerską rozpoczynał od szkolenia juniorów Girona FC. Na początku 2007 roku był także tymczasowym trenerem pierwszej drużyny. W latach 2007–2008 był asystentem Juana Muñiza w Málaga CF. W pierwszej połowie 2013 roku pełnił funkcję selekcjonera reprezentacji Arabii Saudyjskiej U-17. Następnie objął stanowisko trenera Girona FC, które piastował do grudnia. W latach 2014–2016 był trenerem tajlandzkich klubów: Ratchaburi FC, Bangkok Glass FC i Suphanburi FC. W lutym 2017 roku został szkoleniowcem piłkarzy Tokushimy Vortis. Rodríguez prowadził ten klub w 178 meczach, do 2021 roku, a w 2020 roku wygrał J2 League. Następnie objął stanowisko trenera Urawa Red Diamonds. Z tym klubem w 2021 roku zdobył Puchar Cesarza Japonii, a rok później superpuchar. Na początku 2023 roku stracił posadę.